# Sacrario militare di Oslavia
Il Sacrario Militare di Oslavia o Monumento Ossario di Oslavia è un monumento commemorativo situato presso la Quota 153 del Monte Calvario, nei pressi di Oslavia, frazione di Gorizia. Fu inaugurato nel 1938 su progetto dell'architetto romano Ghino Venturi, su iniziativa del regime fascista, con l'obiettivo di raccogliere le spoglie dei soldati caduti durante la prima guerra mondiale, nelle battaglie che si svolsero nella zona di Gorizia e Tolmino (oggi parte della Slovenia).

## Architettura e Struttura
Il complesso del sacrario occupa un'area triangolare, con una grande torre centrale e tre torri minori posizionate ai vertici del triangolo. Tutte le torri sono collegate da gallerie sotterranee e ciascuna di esse ospita loculi e cripte. La struttura, imponente e austera, richiama l’aspetto di un fortilizio, conferendo un’immagine di solidità e rigore. Le torri laterali custodiscono i resti dei caduti non identificati, tumulati in tre grandi ossari centrali, mentre lungo le pareti delle gallerie interne sono collocati i loculi dei soldati identificati. In totale, sono ricordati circa 20.000 caduti, di cui 138 di nazionalità austro-ungarica. Altri 37.000 soldati rimasti senza nome, di cui 539 non italiani, riposano negli ossari centrali delle torri laterali.

### Torre Centrale e Cripta
Nel cuore del sacrario si erge la torre centrale, caratterizzata da una grande croce in marmo scuro. Al di sotto di essa si trova la cripta, che custodisce le tombe di tredici decorati con Medaglia d’Oro al Valor Militare, tra cui:
- Generale Achille Papa, morto il 5 ottobre 1917;
- Generale Ferruccio Trombi, caduto il 28 novembre 1915 ad Oslavia;
- Generale Alceo Cattalochino, ucciso il 27 agosto 1917 nelle Valli del Natisone.

Al centro della cripta si trova un sarcofago di marmo con le spoglie dei decorati. Accanto al sarcofago, un tripode in bronzo sostiene una pietra lucida del Monte Santo e la Lampada della Fraternità, che arde perennemente in memoria dei caduti.

### La Campana "Chiara"
All'esterno del sacrario, presso la torre di sinistra, è stata collocata una grande campana votiva, conosciuta come "Campana Chiara", donata il 4 novembre 1959 dai cittadini, mutilati e combattenti italiani. Ogni giorno, al calare del sole, la campana suona in ricordo dei soldati caduti.

## Commemorazione dei Volontari Giuliani
Sul piazzale antistante il sacrario, nel 1963 è stato posizionato un cippo commemorativo con i nomi dei 55 volontari giuliani caduti nella zona del medio e alto Isonzo, rendendo omaggio a coloro che persero la vita in queste terre durante il conflitto.

## Galleria d'immagini

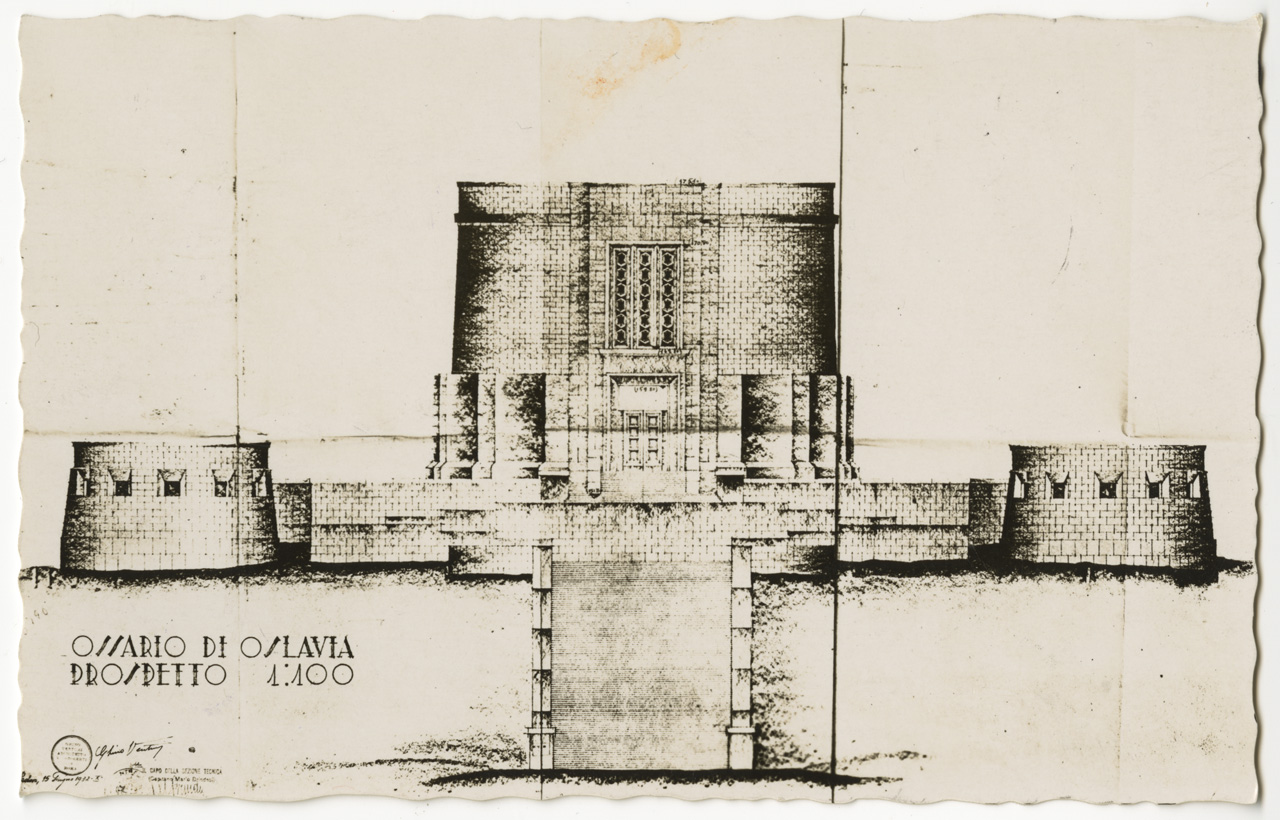
Progetto del sacrario
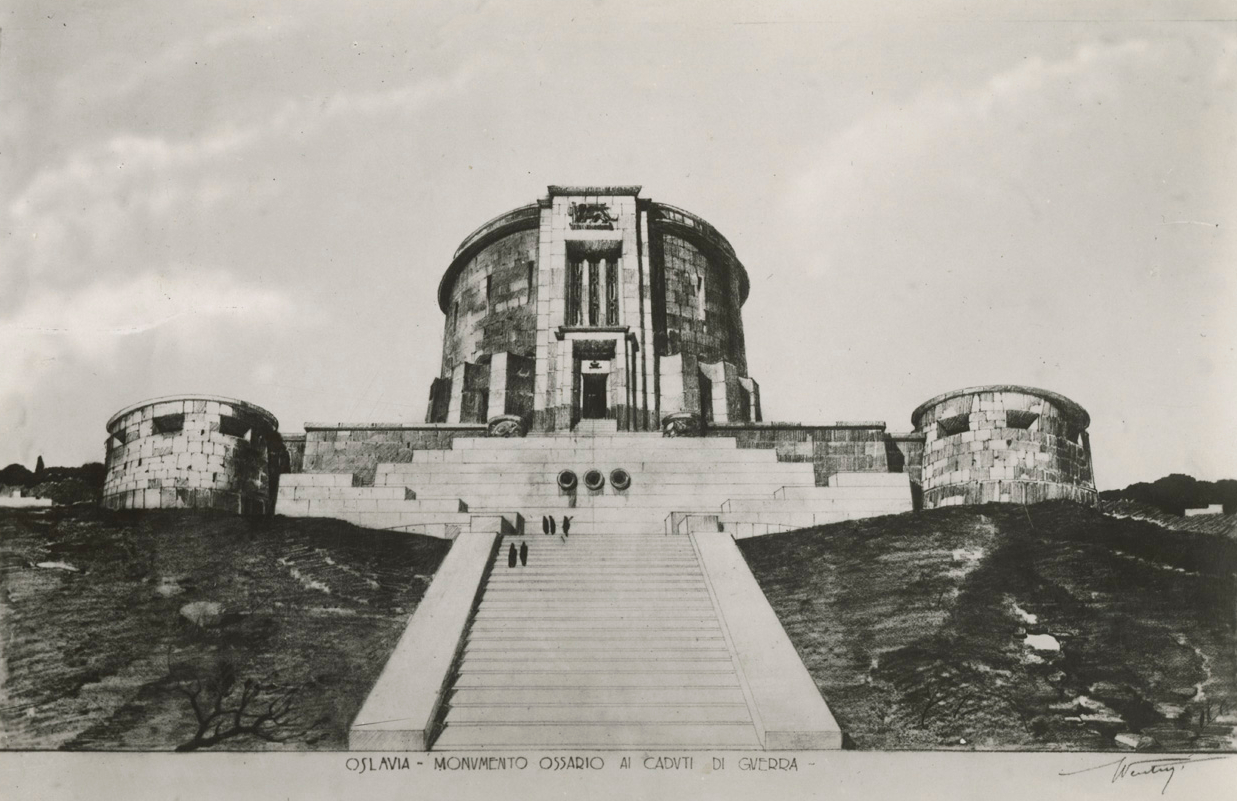
Ossario in via di ultimazione
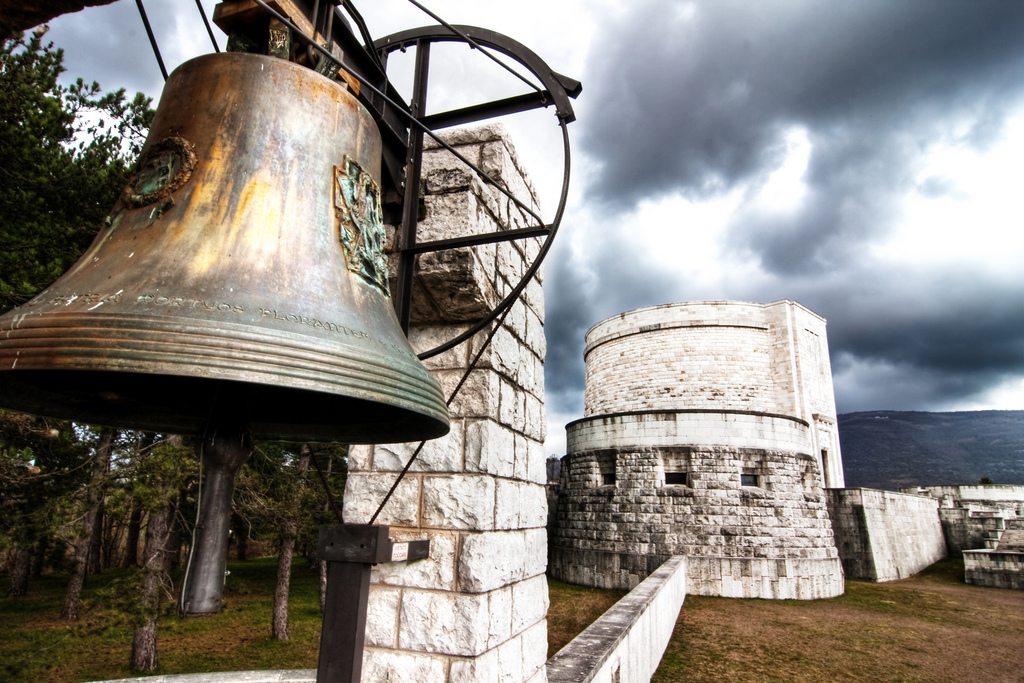
Campana Chiara